# Nefrostomija
Nefrostomija je kirurški zahvat kojim se stvara umjetan otvor koji povezuje bubreg i kožu i tako omogućava izlijevanje urina iz gornjeg dijela mokraćnog sustava. Cjevčica, nefrostoma, postavlja se u bubreg kroz kožu u lumbalnoj regiji leđa i povezuje s vanjskom drenažnom vrećicom. Zbog postavljanja kroz kožu čest je i naziv perkutana nefrostoma (PNS ili PCN). Kada se mokraća iz bubrega ipak želi odvesti u mokraćni mjehur, začepljenje u ureteru sanira se postavljanjem takozvanog JJ-stenta.
Nefrostomija se izvodi kada postoji zapreka prolasku mokraće kroz mokraćovod ili mokraćni mjehur, najčešće u vidu tumora u neposrednoj blizini ili bubrežnih kamenaca. Zastoj otjecanja mokraće može uzrokovati infekciju s prodorom bakterija u krv i sepsom, porast krvnog tlaka, oštećenje ili prestanak rada bubrega.
Nefrostomiju izvodi intervencijski radiolog uz lokalnu anesteziju navođen ultrazvukom i rendgenskim zrakama.